# Estructura de la Tierra
La estructura de la Tierra está formada por capas esféricas concéntricas (coronas esféricas): una corteza sólida de silicatos exterior, una astenosfera y un manto altamente viscosos, un núcleo externo líquido que es mucho menos viscoso que el manto y un núcleo interno sólido. La comprensión científica de la estructura interna de la Tierra se basa en observaciones de topografía y batimetría, observaciones de rocas en afloramientos, muestras llevadas a la superficie desde mayores profundidades por volcanes o actividad volcánica, análisis de las ondas sísmicas que pasan por el interior del planeta, mediciones de campos gravitacionales y magnéticos planetarios, y experimentos con sólidos cristalinos a presiones y temperaturas características del interior profundo. 
Hace unos doscientos setenta millones de años, existía un supercontinente llamado Pangea (que incluía todos los continentes de la Tierra) que cubría un tercio de la superficie planetaria y estaba bañado por el superocéano Panthalassa. La fragmentación del supercontinente comenzó hace unos doscientos millones de años, del que finalmente surgieron los continentes actuales (Asia, África, América del Norte, América del Sur, la Antártida, Europa y Australia) y los cinco océanos (Pacífico, Atlántico, Índico, Glacial Antártico y Glacial Ártico). Los efectos en la superficie de este proceso o accidentes geográficos suelen formarse en millones de años.

## Características físicas

### Masa, volumen y densidad de la Tierra
| Capa           | Porcentaje en masa |
| -------------- | ------------------ |
| Corteza        | 0,473              |
| Manto          | 67,3               |
| Núcleo externo | 30,8               |
| Núcleo interno | 1,7                |

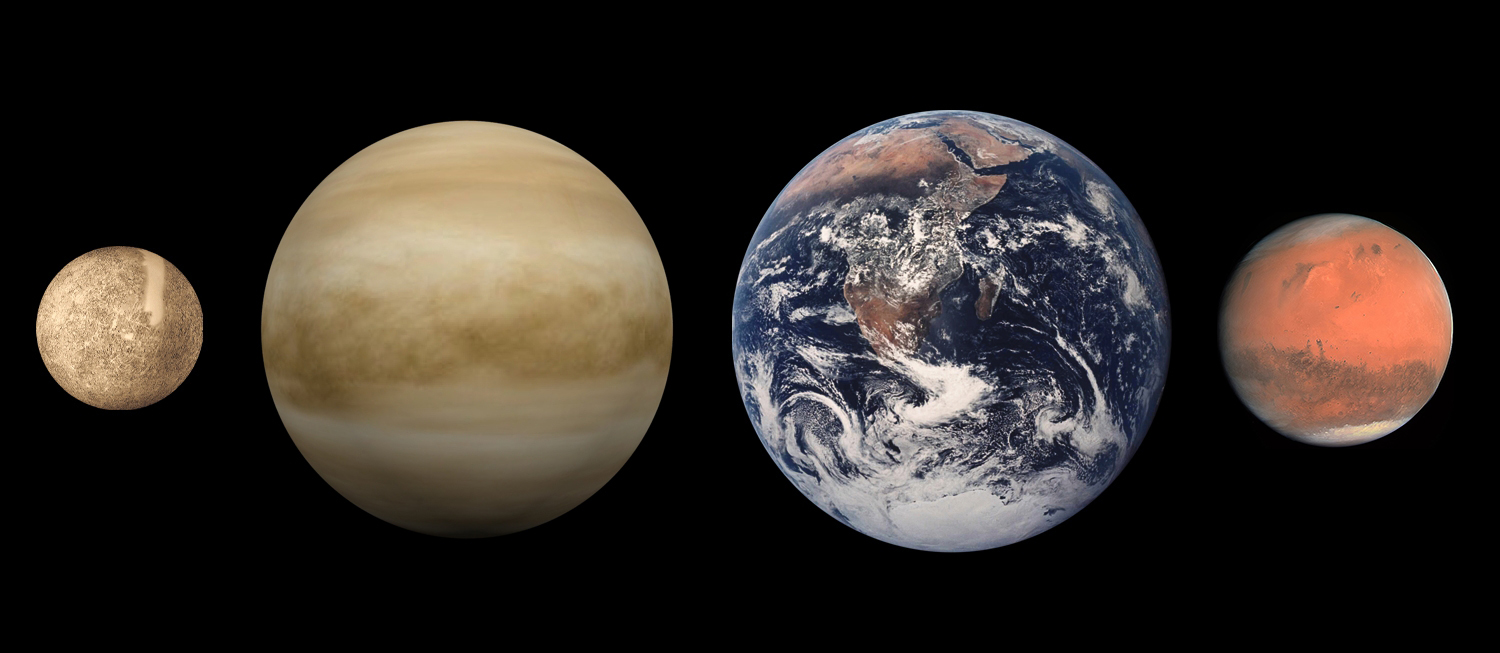
Comparación de la Tierra con otros planetas internos del sistema solar. De derecha a izquierda: Marte, Tierra, Venus, Mercurio.

La masa de la Tierra es aproximadamente 5,9722 x 1024 kg, con un volumen cercano a 1,08321 x 1012 km³ y una densidad de 5,513 g/cm³, siendo el planeta más denso del sistema solar. Si no hubiera compresión gravitacional que haga que la Tierra sea densa, Mercurio, el segundo planeta más denso del sistema solar, sería el planeta más denso del sistema.
La Tierra es el más grande de los cuatro planetas interiores; sin embargo, es muy pequeño en comparación con los gigantes gaseosos. Mercurio es el planeta más pequeño del sistema solar y tiene un 4,5 por ciento del tamaño de la Tierra. Venus tiene aproximadamente un 86 por ciento del tamaño de la Tierra, y está más cerca de esta que cualquier otro planeta. Marte tiene aproximadamente el 15 por ciento del tamaño de la Tierra y puede acomodar más de seis planetas del tamaño de Marte. Júpiter es el planeta más grande del sistema solar y puede acomodar 1.321 planetas del tamaño de la Tierra. Saturno es también el segundo planeta más grande del sistema solar, con 764 planetas del tamaño de la Tierra. 

#### Gravedad de la Tierra
A principios del siglo XVI, astrónomos como Galileo Galilei y Tycho Brahe descubrieron que la Tierra y otros planetas giran alrededor del Sol, Johannes Kepler demostró que los planetas giran en una órbita ovalada (no circular) alrededor del Sol. Pero la pregunta era por qué los planetas orbitaban el sol e Isaac Newton finalmente descubrió la gravedad de la Tierra. La leyenda dice que cuando Newton vio caer la manzana, pensó en las fuerzas de la naturaleza y se dio cuenta de que debe haber una fuerza que afectaría a la manzana que cae; de lo contrario, la manzana no comenzará a moverse. También notó que la Luna orbitaba la Tierra en una órbita lejana, y si no había fuerza, la luna caería a la Tierra. Finalmente, Newton llamó a esta fuerza gravedad y determinó que hay fuerzas gravitacionales entre todos los objetos. En mecánica, la gravedad es una fuerza universal que absorbe toda la materia. Es, con mucho, la fuerza más débil conocida en la naturaleza y no tiene ningún papel en la determinación de las propiedades internas de los materiales. Por otro lado, mantiene la órbita de los planetas del sistema solar, la estructura de las estrellas, las galaxias y el universo entero. En la Tierra, todos los objetos tienen peso, y de acuerdo con la masa de esos objetos, la tierra ejerce una fuerza gravitacional sobre ellos.
La fuerza ejercida por la gravedad terrestre se puede usar para calcular su masa. Los astrónomos también pueden calcular la masa de la Tierra observando el movimiento de los satélites en órbita. La densidad promedio de la Tierra se puede determinar a través de experimentos gravimétricos, que históricamente han involucrado péndulos. La cantidad de gravedad en la Tierra no es constante y cambia con la longitud de la superficie de la Tierra, la altura de la Tierra e incluso el tiempo, pero por simplicidad se usa la gravedad estándar de la Tierra. La gravedad estándar de la tierra es de 9.80665 m/s2 o 1740/32 ft/s2. Este valor es la gravedad promedio a 45°de latitud al nivel del mar y también se utiliza en cálculos de ingeniería. La cantidad de gravedad en la superficie de la Tierra varía por varias razones:
1. Rotación de la Tierra: reduce la fuerza de atracción; por lo tanto, una persona se siente que es más ligero en el ecuador que en los polos. La rotación de la Tierra afecta la gravedad en aproximadamente 0.03 metros por segundo.
2. Altitud: en altitudes más altas, debido a que los objetos están más lejos del centro de la tierra, la gravedad de la tierra es menor en ellos; a una altitud de aproximadamente 1 000 metros, la gravedad de la Tierra en los objetos disminuye en aproximadamente 0.0001 metros por segundo.
3. Diferencia atmosférica: la gravedad es una función de la masa, y debido a que la masa de aire no es uniforme, la gravedad también varía. Sus mediciones muestran que la masa de aproximadamente 0.0006 metros afecta la cantidad de gravedad (en relación con el peso normal) por segundo.
4. Marea: los cambios de marea (debido a la atracción gravitacional del sol y la luna) conducen a un cambio de aproximadamente 0.0000003 metros por segundo en la gravedad.

#### Elementos y compuestos constituyentes de la Tierra
La Tierra está compuesta de minerales, lava, líquidos y compuestos volátiles. El oxígeno es el elemento más abundante de la parte rocosa del planeta (corteza y manto). Además del oxígeno, la mayoría de las rocas tienen un compuesto de silicio (rocas de silicato). Solo algunas rocas sedimentarias, como la piedra caliza, tienen oxígeno pero no silicio. Estas rocas se encuentran cerca de la superficie de la corteza. Las rocas contienen compuestos de los óxidos de algunos elementos. Algunos de estos compuestos son: dióxido de silicio (SiO2), óxido de aluminio (Al2O3), óxido de magnesio (MgO), óxido de hierro (FeO), óxido de calcio (CaO), óxido de sodio (Na2O) y óxido de potasio (K2O).
Algunos elementos de la estructura de la tierra se conocen como elementos de tierras raras o metales de tierras raras. Estos metales son: escandio (Sc), itrio (Y), lantano (La), cerio (Ce), praseodimio (Pr), neodimio (Nd), prometio (Pm), samario (Sm), europio (Eu), gadolinio (Gd), terbio (Tb), disprosio (Dy), holmio (Ho), erbio (Er), tulio (Tm), iterbio (Yb) y lutecio (Lu). Cuando estos metales se alean con otros metales, algunos pueden ofrecer un aumento en las propiedades magnéticas, alta resistencia y temperatura, y otras propiedades. Por ejemplo, los imanes de alta resistencia están hechos de neodimio, hierro y boro. 
| Elemento        | Símbolo | Corteza | Manto | Núcleo | Total |
| --------------- | ------- | ------- | ----- | ------ | ----- |
| Hierro          | Fe      | 5       | 6     | 85     | 32    |
| Oxígeno         | O       | 47      | 44    | 6      | 30    |
| Silicio         | Si      | 28      | 22    |        | 15    |
| Magnesio        | Mg      | 2.1     | 23    |        | 14    |
| Azufre          | S       |         |       | 2      | 2.9   |
| Níquel          | Ni      |         |       | 5      | 1.8   |
| Calcio          | Ca      | 3.6     | 2.3   |        | 1.5   |
| Aluminio        | Al      | 8       | 2.2   |        | 1.4   |
| Sodio           | Na      | 2.8     | 0.2   |        |       |
| Potasio         | K       | 2.6     |       |        |       |
| Otros elementos |         | 0.9     | 0.3   | 2      | 1.4   |

## Estructuras externas de la Tierra

#### Magnetósfera

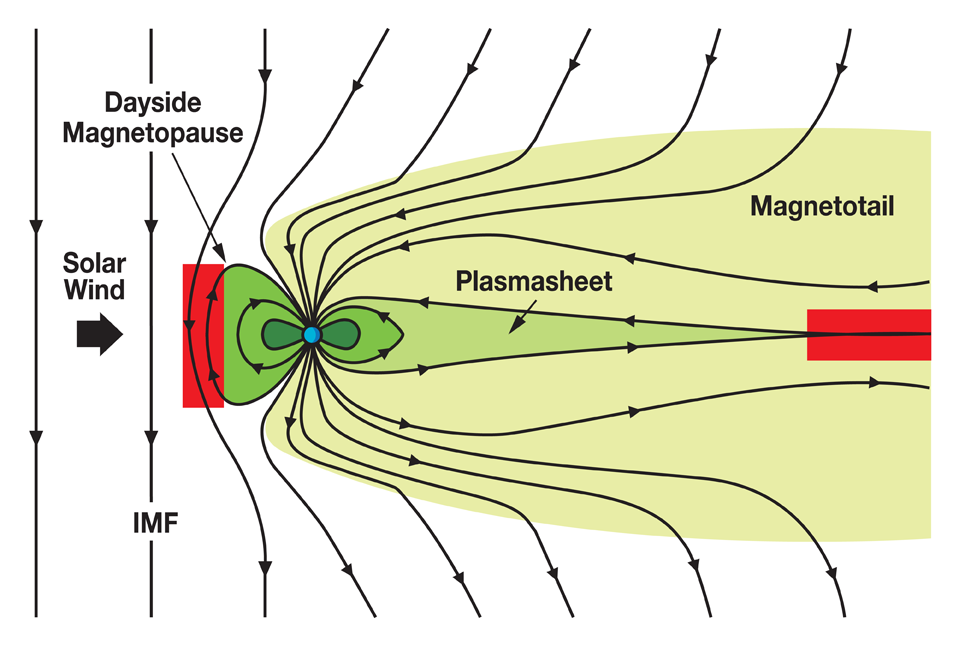

La magnetosfera de la Tierra se denomina a la bolsa de espacio que rodea al planeta, donde las partículas cargadas o viento solar interactúan con el campo magnético de la Tierra. La presión del viento solar comprime la magnetosfera en el "lado diurno" de la Tierra a aproximadamente 10 radios terrestres. La cola de la magnetosfera en el “lado nocturno” se extiende a cientos de radios terrestres. Las partículas cargadas a veces interactúan sobre sus polos creando las auroras boreales y australes.

### Capas superficiales de la Tierra
Las tres capas composicionales de la superficie de la Tierra son:
- Litósfera: compuesta por islas y continentes conocida también como tierra firme.
- Hidrósfera: compuesta por cuerpos de agua dulce o salada (lagos, mares, océanos, ríos, etc.).
- Atmósfera: consiste en la capa de gases que rodea a la Tierra.

Estos también pueden ser conocidos como sistemas de la Tierra formando en conjunto la geosfera, la cual es difícil de definir.

## Litósfera
La litosfera es la capa exterior de la Tierra, formada por la corteza y la porción superior del manto. Se extiende desde la superficie de la Tierra hasta entre 50 y 280 kilómetros (31 a 174 millas) por debajo de ella. La diferencia de espesor explica tanto la corteza oceánica delgada como la continental más gruesa.

### Antes de Pangea

Separación de continentes de Pangea

El Precámbrico cubre una gran parte de la historia de la Tierra, comenzando con la creación de la Tierra hace unos 4500 millones de años y terminando hace 600 millones de años. Desde entonces los animales multicelulares han evolucionado y se han formado en la Tierra.

### Deriva continental
A principios del siglo XX, el científico alemán Alfred Wegener  propuso la teoría de que los continentes estaban en movimiento, y denominó a esto deriva continental. Wegener se dio cuenta de que África occidental y Sudamérica oriental eran como piezas de rompecabezas. No fue el primero en informar el asunto, pero fue el primero en encontrar evidencia de que los dos continentes estaban conectados. Él creía que los dos continentes eran parte de un territorio grande y unificado, y que había mucha evidencia geológica y biológica para respaldar esto. Por ejemplo, fósiles de reptiles antiguos mesosauros  solo se habían encontrado en Sudáfrica y América del Sur. Con una longitud de un metro (3.3 pies), este animal no puede nadar largas distancias, como el Océano Atlántico. Wegener creía que todos los continentes (no solo África y América del Sur) estaban interconectados en un supercontinente. Llamó a esta gran tierra antigua Pangea (que significa todas las tierras en griego).
|              |              |
| Nombre       | Tamaño (km²) |
| Asia         | 44 391 162   |
| África       | 30 244 049   |
| Norteamérica | 24 247 339   |
| Sudamérica   | 17 821 029   |
| Antártida    | 14 245 000   |
| Europa       | 10 354 636   |
| Oceanía      | 7 686 884    |

Hace unos 270 millones de años durante el Pérmico, un tercio de la superficie de la Tierra era tierra firme y el océano mundial Pantalasa rodeaba este supercontinente. El colapso de Pangea ahora se explica desde el punto de vista de la tectónica de placas. Esta superestructura no se rompió de inmediato, su colapso comenzó hace unos 200 millones de años durante el Jurásico. Hace unos 180 millones de años, el primer océano formado por el colapso de Pangea fue el Atlántico Central, ubicado entre el noroeste de África y América del Norte y el suroeste del océano Índico entre África y la Antártida. Hace unos 140 millones de años, con la separación de África y América del Norte, se formó el Atlántico Sur. Hace unos 80 millones de años, América del Norte se separó de Europa; Australia también se alejó de la Antártida y la India de Madagascar. Hace unos 50 millones de años, India finalmente colisionó con Eurasia, formando el Himalaya, finalmente, formando los continentes actuales.

### Continentes y océanos
|                   |              |
| Nombre            | Tamaño (km²) |
| Pacífico          | 155 557 000  |
| Atlántico         | 76 762 000   |
| Índico            | 68 556 000   |
| Glacial Antártico | 20 337 000   |
| Glacial Ártico    | 14 056 000   |

Ahora se reconocen siete continentes en la Tierra: Asia, África, América del Norte, América del Sur, Europa, Australia y la Antártida. Pero algunos geógrafos solo enumeran seis continentes, combinando Asia y Europa, y convirtiéndolo en un continente (Eurasia). En algunos lugares, los estudiantes aprenden que solo hay cinco continentes: Eurasia, Australia, África, la Antártida y las Américas. Algunos geógrafos consideran que continente no es solo un término físico, sino también un término cultural; Asia y Europa, por ejemplo, son físicamente parte de una tierra, pero culturalmente diferentes. Las islas cercanas a los continentes son parte de ese continente; por ejemplo, Groenlandia es políticamente parte de Europa y geográficamente parte de América del Norte. Algunas islas, como Nueva Zelanda, Hawái y Polinesia, no son parte del continente. Oceanía, es el nombre de los territorios del Pacífico, junto con Australia. El monte Everest es el punto más alto de la Tierra a 8.850 metros (29.035 pies), ubicado en el Himalaya en la Región Autónoma del Tíbet en China, Asia.
Los océanos cubren el 71 % de la superficie de la Tierra y son importantes para la vida y la regulación del clima. Hay cinco océanos en la Tierra, todos interconectados: el Pacífico, el Atlántico, el Índico, el Glacial Ártico y el Glacial Antártico. La fosa de las Marianas es el punto más bajo de la superficie de la Tierra, alcanza una profundidad de 10 924 metros (35 840 pies) bajo el nivel del mar y se encuentra en el Pacífico.

#### Accidentes geográficos
Los accidentes geográficos puede ser de mayor escala como: montañas, colinas, mesetas y llanuras, así como buttes, cañones, valles y cuencas hidrográficas (menor escala). Son el resultado del movimiento de mesetas subterráneas y la presión de montañas y colinas. Del mismo modo, el agua y el viento pueden erosionar la tierra y crear ríos como valles y valles profundos. Estos dos procesos tienen lugar durante un largo período de tiempo, a veces millones de años. Las tierras pueden tener forma de cordilleras y cuencas submarinas.

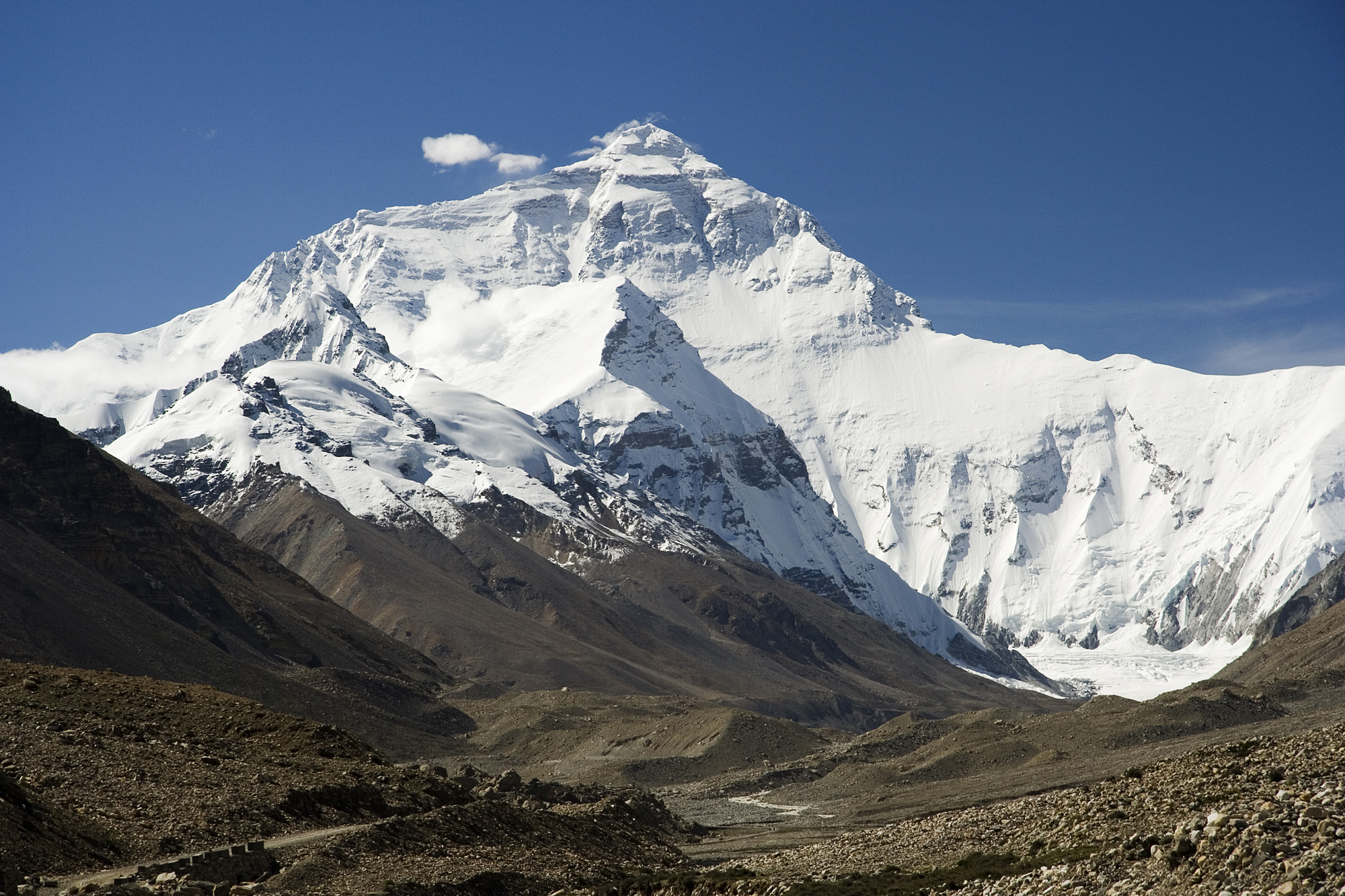
Monte Everest, la montaña más alta y el punto más alto del planeta

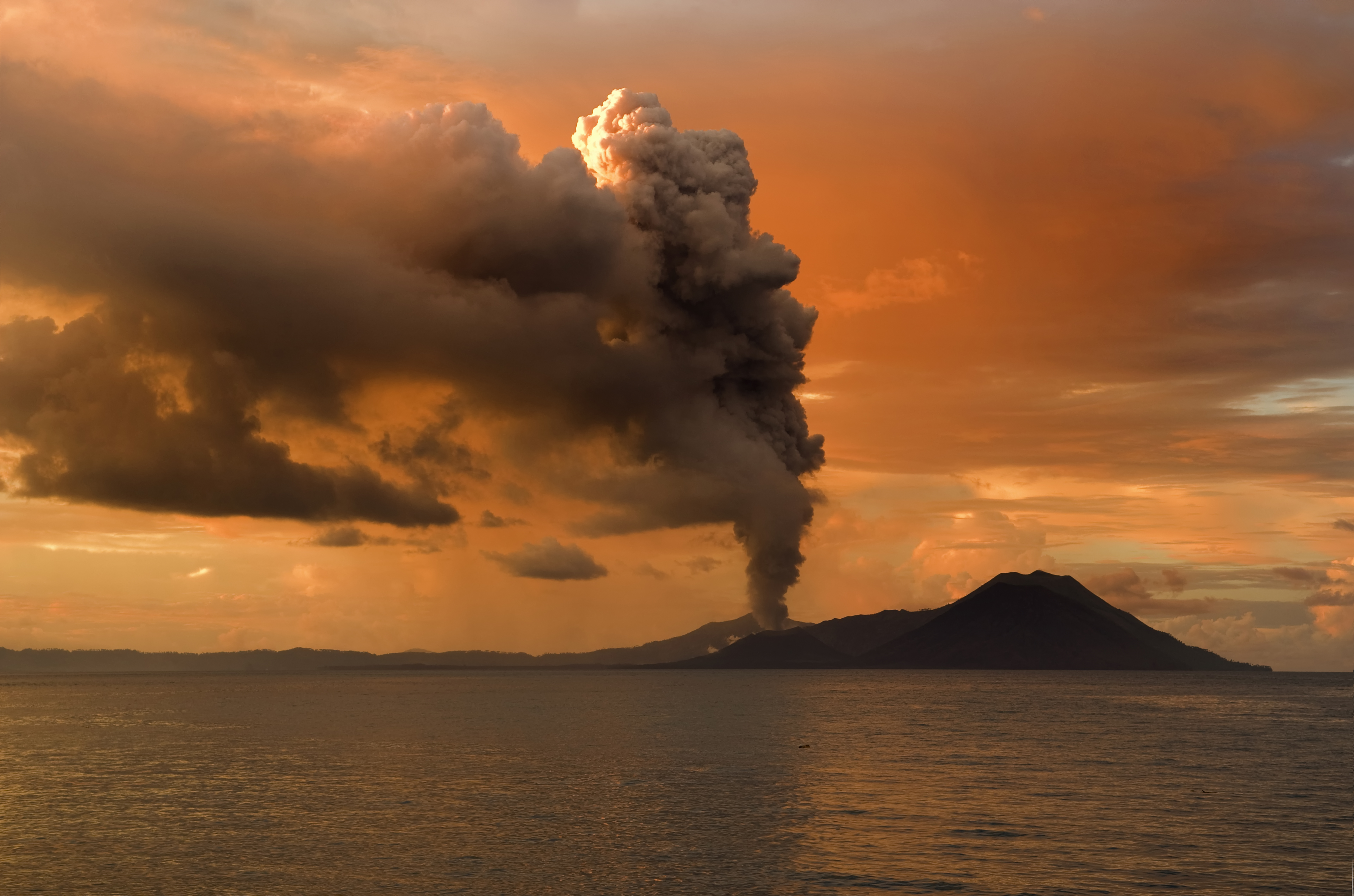
El volcán Tavurovor está en erupción

- Relieve montañoso: es más alto y más prominente que sus alrededores, e incluye una pendiente empinada y un pico, y generalmente es más grande que una colina. Las montañas rara vez se ven por separado y generalmente se presentan como largas cadenas. Cuando una cadena de montañas se conecta entre sí, surge una cordillera. El rango de las montañas alcanza decenas a cientos de kilómetros y son más altas que sus alrededores y las montañas están separadas por valles. Hay mesetas en muchas cadenas montañosas.
- Relieve continental: se refiere a cualquiera de los elementos del relieve terrestre, como las montañas (incluidos los conos volcánicos), las mesetas y los valles.
- Relieve fluvial: es el resultado del movimiento del agua en la tierra. El flujo de agua es el proceso externo más importante para dar forma a la superficie de la tierra. El relieve fluvial puede ser sedimentario como llanuras de inundación, abanicos aluviales y deltas, o erosivo como valles y quebradas.
- Relieve de sedimentación fluvial: son derivados de los procesos de sedimentación fluvial y deslizamientos de tierra. Los relieves de sedimentación se encuentran en casi todas partes en la tierra, y hay dos tipos de deslizamientos de tierra: la erosión causada los ríos y las tierras emergidas por los procesos de sedimentación de los ríos. Los valles son una de las características erosivas y las llanuras aluviales y las bancos de arena son los efectos sedimentarios.
- Relieve glaciar: un glaciar es el resultado de la congelación de grandes cantidades de agua superficial. Hoy en día, existen vastos glaciares en lugares como Groenlandia, la Antártida y muchas cadenas montañosas de gran altura. Además, los glaciares se han expandido y multiplicado a lo largo de la historia de la Tierra. Al final de la Edad de Hielo, que terminó hace unos 20,000 a 15,000 años, más del 30% de la superficie de la tierra estaba cubierta por hielo.
- Relieve costero y oceánico: la costa (playa) es un área de tierra creada por la acción de las olas y las corrientes marinas.  La mayoría de los fondos oceánicos están fuera del alcance de la luz solar y la exploración humana, pero se ha demostrado la existencia de vastas cadenas montañosas y llanuras en el fondo marino.
- Relieve volcánico: la erupciones volcánicas generan gran variedad de paisajes, los más reconocibles son los volcanes, cuencas volcánicas y domos de lava. Los volcanes terrestres difieren en tamaño, forma, composición e historia eruptiva.
- Relieve eólico: se forma por la erosión o sedimentación de las geomorfología por el vientoy se forma por la erosión o sedimentación de los materiales de la superficie por el viento. Esta tierra incluye algunos deslizamientos de tierra, como dunas de arena y pavimento desértico.

#### Impacto humano
Antropoceno es el nombre de una era geológica no oficial que se encuentra en el tercer trimestre del Cuaternario (hace 2,6 millones de años, hasta ahora) y su rango es desde la segunda mitad del siglo XVIII, hasta ahora. El antropoceno es la era en la que comenzaron los grandes cambios del hommo sapiens en la superficie de la tierra, la atmósfera, los océanos y los ciclos naturales. Varios científicos han argumentado que el antropoceno debería ser una continuación de la era del Holoceno (hace 11.700 años).

## Atmósfera
La atmósfera terrestre es la parte gaseosa de la Tierra, siendo por esto la capa más externa y menos densa del planeta. Está constituida por varios gases que varían en cantidad según la presión a diversas alturas. Esta mezcla de gases que forma la atmósfera recibe genéricamente el nombre de aire. El 75 % de masa atmosférica se encuentra en los primeros 11 km de altura, desde la superficie del mar. Los principales gases que la componen son: el oxígeno (21 %) y el nitrógeno (78 %), seguidos del argón, el dióxido de carbono y el vapor de agua.

### Capas de la atmósfera de la Tierra

Capas de la atmósfera.

#### Troposfera
Está situada a unos 10 o 12 km de la superficie terrestre. Es la capa en la que se producen los movimientos horizontales y verticales del aire que son provocados por los vientos y otros fenómenos atmosféricos como las nubes, lluvias, cambios de temperatura.

#### Estratosfera
Es la capa que se encuentra entre los 10 km y los 50 km de altura. Los gases se encuentran separados formando capas o estratos de acuerdo a su peso. Una de ellas es la capa de ozono que protege a la Tierra del exceso de rayos ultravioleta provenientes del Sol. Las cantidades de oxígeno y dióxido de carbono son casi nulas y aumenta la proporción de hidrógeno. Actúa como regulador de la temperatura, siendo en su parte inferior cercana a los –60 °C y aumentando con la altura hasta los 10 o 17 °C. Su límite superior es la estratopausa.

#### Mesosfera
En esta capa la temperatura disminuye hasta los –70 °C conforme aumenta su altitud. Se extiende desde la estratopausa (zona de contacto entre la estratosfera y la mesosfera) hasta una altura de unos 80 km, donde la temperatura vuelve a descender hasta unos –80 °C o –90 °C. Su límite superior es la mesopausa.

#### Termosfera
Es la capa que se encuentra entre los 90 y los 400 kilómetros de altura. En ella existen capas formadas por átomos cargados eléctricamente, llamados iones. Al ser una capa conductora de electricidad es la que posibilita las transmisiones de radio y televisión por su propiedad de reflejar las ondas electromagnéticas. El gas predominante es el nitrógeno. Allí se produce la destrucción de los meteoritos que llegan a la Tierra. Su temperatura aumenta desde los –76 °C hasta llegar a 1500 °C. Su límite superior es la termopausa o ionopausa.

#### Exosfera
Es la capa en la que los gases poco a poco se dispersan hasta que la composición es similar a la del espacio exterior. Es la última capa de la atmósfera, se localiza a aproximadamente a unos 580 km de altitud, en contacto con el espacio exterior, donde existe prácticamente el vacío. Su límite con el espacio llega en promedio a los 10 000 km, por lo que la exosfera está contenida en la magnetosfera (500-60 000 km), que representa el campo magnético de la Tierra. En esa región, hay un alto contenido de polvo cósmico que cae sobre la Tierra y que hace aumentar su peso en unas 20 000 toneladas. Es la zona de tránsito entre la atmósfera terrestre y el espacio interplanetario y en ella se localizan los satélites artificiales de órbita polar. En la exosfera, el concepto popular de temperatura desaparece, ya que la densidad del aire es casi despreciable; además contiene un flujo o bien llamado plasma, que es el que desde el exterior se le ve como los Cinturones de Van Allen. Aquí es el único lugar donde los gases pueden escapar ya que la influencia de la fuerza de la gravedad no es tan grande.
| ppmv: partes por millón por volumen |                                                     |
| Gas                                 | Volumen                                             |
| nitrógeno (N2)                      | 780.840 ppmv (78,084 %)                             |
| oxígeno (O2)                        | 209.460 ppmv (20,946 %)                             |
| argón (Ar)                          | 9.340 ppmv (0,934 %)                                |
| dióxido de carbono (CO2)            | 400 ppmv (0,04 %)                                   |
| neón (Ne)                           | 18,18 ppmv (0,001818 %)                             |
| helio (He)                          | 5,24 ppmv (0,000524 %)                              |
| metano (CH4)                        | 1,79 ppmv (0,000179 %)                              |
| kriptón (Kr)                        | 1,14 ppmv (0.000114 %)                              |
| hidrógeno (H2)                      | 0,55 ppmv (0,000055 %)                              |
| óxido nitroso (N2O)                 | 0,3 ppmv (0,00003 %)                                |
| xenón (Xe)                          | 0,09 ppmv (9x10−6 %)                                |
| ozono (O3)                          | 0,0-0,07 ppmv (0 % a 7x10−6 %)                      |
| dióxido de nitrógeno (NO2)          | 0,02 ppmv (2x10−6 %)                                |
| yodo (I)                            | 0,01 ppmv (1x10−6 %)                                |
| monóxido de carbono (CO)            | 0,1 ppmv                                            |
| amoniaco (NH3)                      | trazas                                              |
| Excluido por ser aire en seco       |                                                     |
| agua (vapor) (H2O)                  | –0,40 % a nivel atmosférico, en superficie: 1 %-4 % |

## Estructuras internas de la Tierra

### Estudio de la estructura interna de la Tierra
Hace tres siglos, Isaac Newton estudió planetas y fuerzas gravitacionales y calculó que la densidad promedio de la Tierra es el doble de la densidad de las rocas en la superficie de la Tierra y, por lo tanto, la Tierra debía estar hecha de rocas mucho más densas. Nuestro conocimiento del interior ha mejorado mucho desde la época de Newton, pero la estimación de la densidad media no ha cambiado significativamente desde entonces. Nuestro conocimiento actual del interior de la Tierra se deriva de estudios de las rutas y características de las ondas sísmicas y experimentos en minerales y rocas superficiales a altas temperaturas y presiones. Se ha obtenido otra información de observaciones geológicas de rocas superficiales y estudios del movimiento de la Tierra en el sistema solar, la gravedad, el campo magnético, y el calor interno de la Tierra.
Las ondas sísmicas se dividen en dos grupos: ondas corporales y ondas superficiales. Las ondas corporales se dividen en dos tipos: las ondas P son ondas longitudinales y pueden propagarse en sólidos y líquidos, pero las ondas S son ondas transversales y solo pueden propagarse en sólidos (y no en líquidos). Estas ondas son producidas naturalmente por terremotos y volcanes o artificialmente por explosiones y dispositivos mecánicos.
Además de estos métodos, las máquinas de perforación terrestre se utilizan para comprender la estructura de la Tierra. Este dispositivo puede cavar el suelo y hacer agujeros profundos que facilitan el estudio y el reconocimiento, aunque los más profundos solo han llegado a una docena de kilómetros.

### Capas internas de la Tierra

Estructura de la Tierra (a escala)

La estructura de la Tierra se puede definir de dos maneras: por propiedades mecánicas como la reología, o químicamente. 
- Mecánicamente: litosfera, astenosfera, manto mesosférico, núcleo externo y núcleo interno.
- Químicamente: corteza, manto superior, manto inferior, núcleo externo y núcleo interno.

Las capas de componentes geológicos de la Tierra están a las siguientes profundidades debajo de la superficie:
| Profundidad (km) | Grosor (km) | Capa                   |
| ---------------- | ----------- | ---------------------- |
| 0–35             | 5–75        | Corteza                |
| 0-80             | 5-200       | Litosfera              |
| 35–2890          | ≈2855       | Manto                  |
| 35–660           | ≈625        | ... Manto superior     |
| 80–220           | ≈140        | ... Astenosfera        |
| 410–660          | ≈250        | ... Zona de transición |
| 660–2890         | ≈2230       | ... Manto inferior     |
| 2740–2890        | ≈150        | capa D"                |
| 2890-6360        | ≈3470       | Núcleo                 |
| 2890–5150        | ≈2260       | Núcleo externo         |
| 5150–6360        | ≈1210       | Núcleo interno         |

La estratificación de la Tierra se ha inferido indirectamente utilizando el tiempo de viaje de las ondas sísmicas refractadas y reflejadas creadas por los terremotos. El núcleo externo, líquido, no permite que las ondas de cizalla lo atraviesen, mientras que la velocidad de desplazamiento (velocidad sísmica) es diferente en otras capas. Los cambios en la velocidad sísmica entre las diferentes capas causan refracción debido a la ley de Snell, como la luz que cambia de dirección al pasar a través de un prisma. Del mismo modo, los reflejos son causados por un gran aumento en la velocidad sísmica y son similares a la luz que se refleja desde un espejo.

### Corteza
La corteza terrestre varía de 5–70 kilómetros (3.1–43.5 mi) en profundidad y es la capa más externa. Las partes delgadas son la corteza oceánica, que subyace en las cuencas oceánicas (5–10 km) y están compuestas de rocas ígneas densas (máficas) de silicatos de magnesio y hierro, como el basalto. La corteza más gruesa es la continental, que es menos densa y está compuesta de rocas de silicatos de aluminio-potasio-sodio (félsicas), como el granito. Antiguamente las rocas de la corteza se dividían en dos categorías principales: sial y sima. Se estima que el sima comienza alrededor de los 11 km por debajo de la discontinuidad de Conrad (una discontinuidad de segundo orden). El manto superior junto con la corteza constituye la litosfera. El límite corteza-manto posee dos naturalezas físicamente diferentes. Primero, hay una discontinuidad en la velocidad sísmica, que se conoce más comúnmente como la discontinuidad de Mohorovičić o Moho. Se cree que la causa del Moho es un cambio en la composición de rocas que contienen el feldespato plagioclasa (arriba) a rocas que no contienen feldespatos (abajo). En segundo lugar, en la corteza oceánica, existe una discontinuidad química entre los acumulados ultramáficos y las harzburgitas tectonizadas, que se ha observado desde partes profundas de la corteza oceánica que se han obducido sobre la corteza continental y se han conservado como secuencias de ofiolita. 
Muchas rocas que ahora forman la corteza terrestre se formaron hace menos de 100 millones (1 ×108) años atrás; sin embargo, los granos minerales más antiguos conocidos tienen aproximadamente 4.400 millones (4.4 ×109) años, lo que indica que la Tierra ha tenido una corteza sólida durante al menos 4.400 millones de años.

### Manto

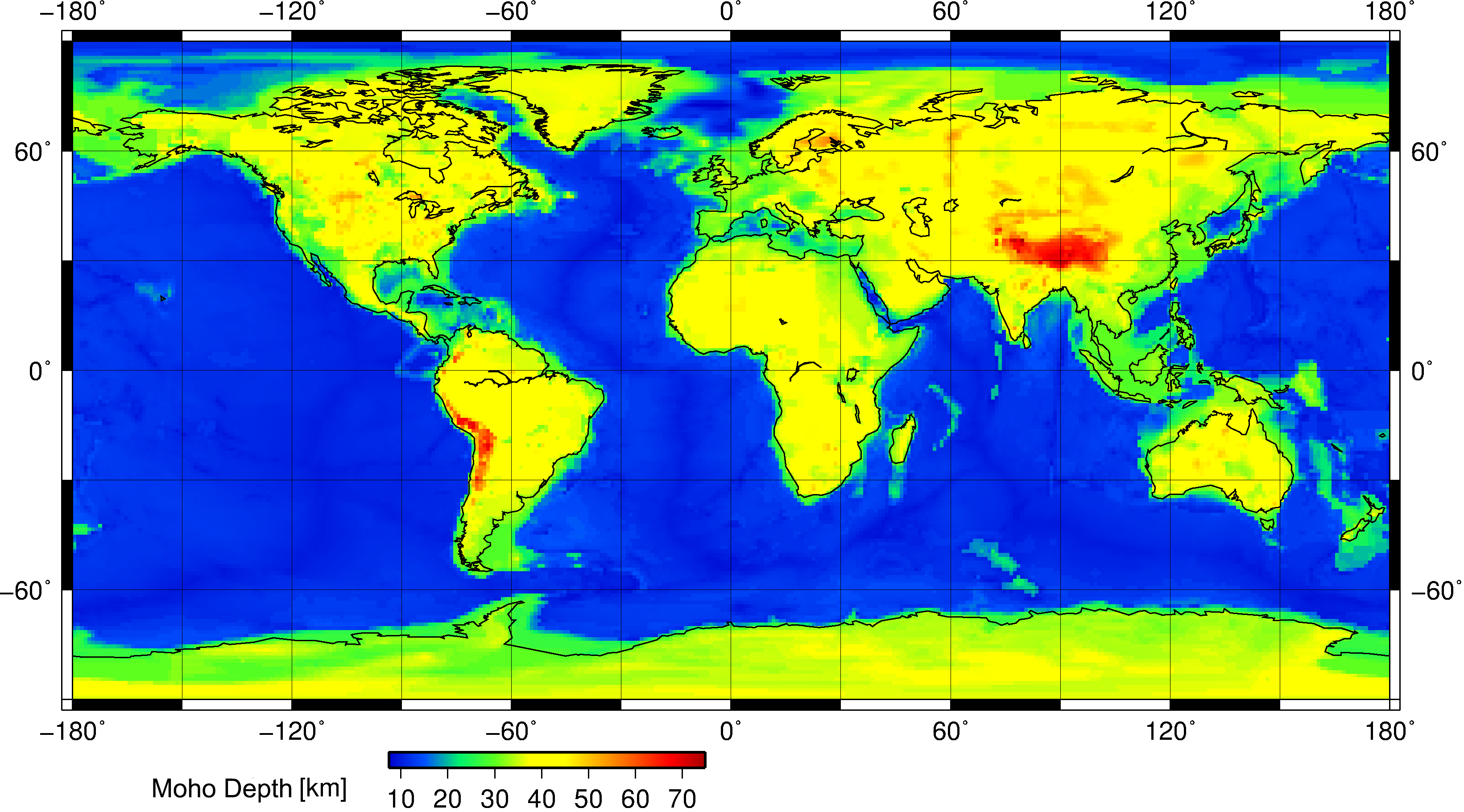
Mapa mundial que muestra la posición del Moho.

El manto terrestre se extiende hasta una profundidad de 2890 km, por lo que es la capa más gruesa de la Tierra. El manto se divide en manto superior e inferior, que están separados por la zona de transición. La parte más baja del manto al lado del límite núcleo-manto se conoce como capa d” (pronunciado «de doble prima»). La presión en el fondo del manto es ≈140 G Pa (1.4 M atm). El manto está compuesto de rocas de silicato que son ricas en hierro y magnesio en relación con la corteza suprayacente. Aunque es sólido, las altas temperaturas dentro del manto hacen que el material de silicato sea lo suficientemente dúctil como para que pueda fluir en escalas de tiempo muy largas. La convección del manto se expresa en la superficie a través de los movimientos de las placas tectónicas. Como hay una presión intensa y creciente a medida que uno viaja más profundamente en el manto, la parte inferior del manto fluye con menos facilidad que el manto superior (los cambios químicos dentro del manto también pueden ser importantes). La viscosidad del manto varía entre 10 21 y 10 24 Pa·s, dependiendo de la profundidad. En comparación, la viscosidad del agua es de aproximadamente 10 −3 Pa·s y la del tono es de 10 7 Pa·s. La fuente de calor que impulsa la tectónica de placas es el calor primordial que queda de la formación del planeta, así como la desintegración radiactiva de uranio, torio y potasio en la corteza terrestre y el manto.

### Núcleo

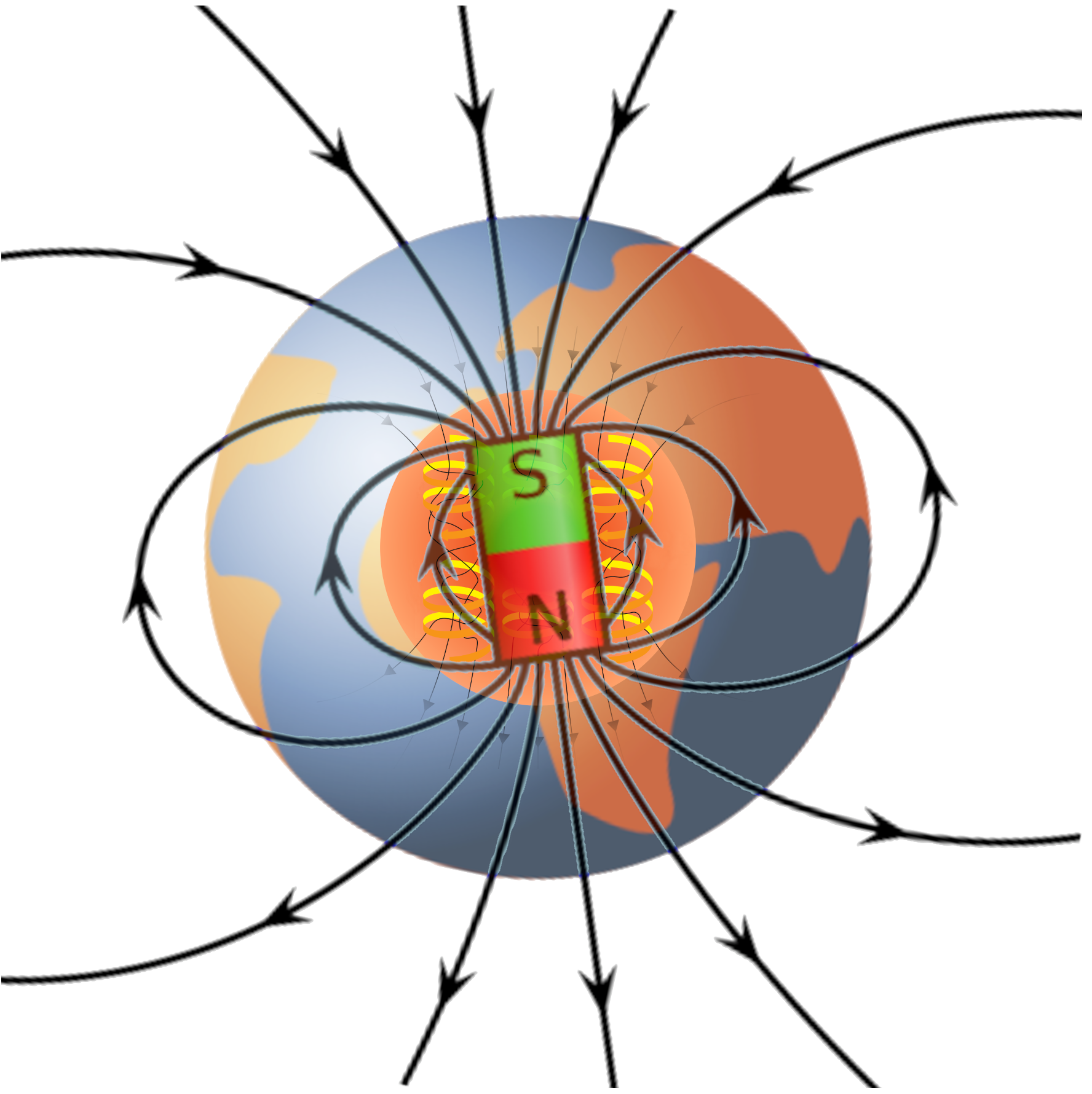
Diagrama que muestra las líneas del campo geomagnético como si fuesen producidas por un imán situado en el centro de la Tierra. Se muestra además la forma de la Tierra y la extensión del núcleo externo como referencia. Se indica además la polaridad del imán y la dirección de las líneas de fuerza.

Teoría del dínamo: convección del núcleo exterior y generación de campo magnético

La densidad promedio de la Tierra es 5.515 g/cm³, mientras que la densidad promedio del material de la superficie es de alrededor de 3.0 g/cm³, por lo que existen materiales más densos dentro del núcleo de la Tierra. Este resultado se conoce desde el experimento de Schiehallion, realizado en la década de 1770. Charles Hutton en su informe de 1778 concluyó que la densidad media de la Tierra debe ser aproximadamente {\displaystyle {\tfrac {9}{5}}} el de la roca superficial, concluyendo que el interior de la Tierra debe ser metálico. Hutton estimó que esta porción metálica ocuparía alrededor del 65% del diámetro de la Tierra. La estimación de Hutton sobre la densidad media de la Tierra todavía era aproximadamente un 20% demasiado baja, a 4.5 g/cm³. Henry Cavendish en su experimento de equilibrio de torsión de 1798 encontró un valor de 5.45 g/cm³, dentro del 1% del valor moderno. Las mediciones sísmicas muestran que el núcleo está dividido en dos partes, un núcleo interno "sólido" con un radio de ≈1220 km y un núcleo externo líquido que se extiende más allá de él a un radio de ≈3 400 km. Las densidades oscilan entre 9900 y 12200 kg/m³ en el núcleo externo y 12600–13000 kg/m³ en el núcleo interno. 
En las primeras etapas de la formación de la Tierra hace unos 4600 millones de años, la desintegración radiactiva y el calor sobrante de la formación planetaria (la colisión, acreción y compresión de rocas espaciales) hicieron que la bola se calentara aún más. Finalmente, después de unos 500 millones de años, la temperatura alcanzó el punto de fusión del hierro: aproximadamente 1.538° Celsius (2.800° Fahrenheit). El material flotante, como silicatos, o el agua, permaneció cerca del exterior del planeta, formando el manto y la corteza primitivos. El hierro, níquel y otros metales pesados gravitaron hacia el centro de la Tierra, convirtiéndose en el núcleo primitivo, en un proceso llamado diferenciación planetaria (véase también la catástrofe del hierro). Se cree que el núcleo está compuesto en gran parte de hierro (80%), junto con níquel y uno o más elementos ligeros, mientras que otros elementos densos, como el plomo y el uranio, son demasiado raros para ser significativos o tienden a unirse a elementos más ligeros y, por lo tanto, permanecen en la corteza (ver materiales felsicos). Algunos han argumentado que el núcleo interno puede tener la forma de un solo cristal de hierro.
La materia que comprende la Tierra está conectada de manera fundamental a la materia de ciertos meteoritos de condrita, y a la materia de la porción exterior del Sol. Hay buenas razones para creer que la Tierra es, en general, como un meteorito de condrita. A partir de 1940, los científicos, incluido Francis Birch, construyeron la geofísica bajo la premisa de que la Tierra es como las condritas ordinarias, el tipo más común de meteorito observado impactando la Tierra, mientras ignoran totalmente otro, aunque menos abundante, llamado condritas de enstatita. La principal diferencia entre los dos tipos de meteoritos es que las condritas enstatitas se forman en circunstancias de oxígeno extremadamente limitado disponible, lo que lleva a ciertos elementos normalmente oxífilos que existen parcial o totalmente en la porción de aleación que corresponde al núcleo de la Tierra.

#### Núcleo externo
El núcleo externo líquido rodea el núcleo interno y se cree que está compuesto de hierro mezclado con níquel y trazas de elementos más ligeros. La teoría de la dinamo sugiere que la convección en el núcleo externo, combinada con el efecto Coriolis, da lugar al campo magnético de la Tierra. El núcleo interno sólido está demasiado caliente para mantener un campo magnético permanente (ver temperatura de Curie) pero probablemente actúa para estabilizar el campo magnético generado por el núcleo externo líquido. La fuerza promedio del campo magnético en el núcleo externo de la Tierra se estima en 25 Gauss (2.5 mT), 50 veces más fuerte que el campo magnético en la superficie.

#### Núcleo interno
El núcleo interno fue descubierto en 1936 por Inge Lehmann. Como esta capa puede transmitir ondas de corte (ondas sísmicas transversales), debe ser sólida. La evidencia experimental a veces ha sido crítica de los modelos de cristal del núcleo. Otros estudios experimentales muestran una discrepancia bajo alta presión: los estudios de yunque de diamante (estáticos) a presiones centrales producen temperaturas de fusión que son aproximadamente 2000 K por debajo de los de estudios de láser de choque (dinámico). Los estudios con láser crean plasma, y los resultados sugieren que las condiciones limitantes del núcleo interno dependerán de si el núcleo interno es un sólido o es un plasma con la densidad de un sólido. En condiciones de laboratorio, una muestra de aleación de hierro y níquel se sometió a presiones similares al agarre en un tornillo de banco entre 2 puntas de diamante (celda de yunque de diamante) y luego se calentó a aproximadamente 4000 K. La muestra se observó con rayos X, y apoyó firmemente la teoría de que el núcleo interno de la Tierra estaba hecho de cristales gigantes que corrían de norte a sur.La especulación reciente sugiere que la parte más interna del núcleo está enriquecida en oro, platino y otros elementos siderófilos.
La evidencia reciente ha sugerido que el núcleo interno de la Tierra puede girar un poco más rápido que el resto del planeta; sin embargo, estudios más recientes en 2011, encontraron que esta hipótesis no es concluyente. Quedan opciones para el núcleo que puede ser de naturaleza oscilatoria o un sistema caótico. En agosto de 2005, un equipo de geofísicos anunció en la revista Science que, según sus estimaciones, el núcleo interno de la Tierra gira aproximadamente 0.3 a 0.5 grados por año más rápido en relación con la rotación de la superficie.
La explicación científica actual para el gradiente de temperatura de la Tierra es una combinación de calor que queda de la formación inicial del planeta, la descomposición de los elementos radiactivos y la solidificación del núcleo interno.